# Петано (Бјела)
Петано је насеље у Италији у округу Бијела, региону Пијемонт.
Према процени из 2011. у насељу је живело 14 становника. Насеље се налази на надморској висини од 732 м.